# The Last Eichhof

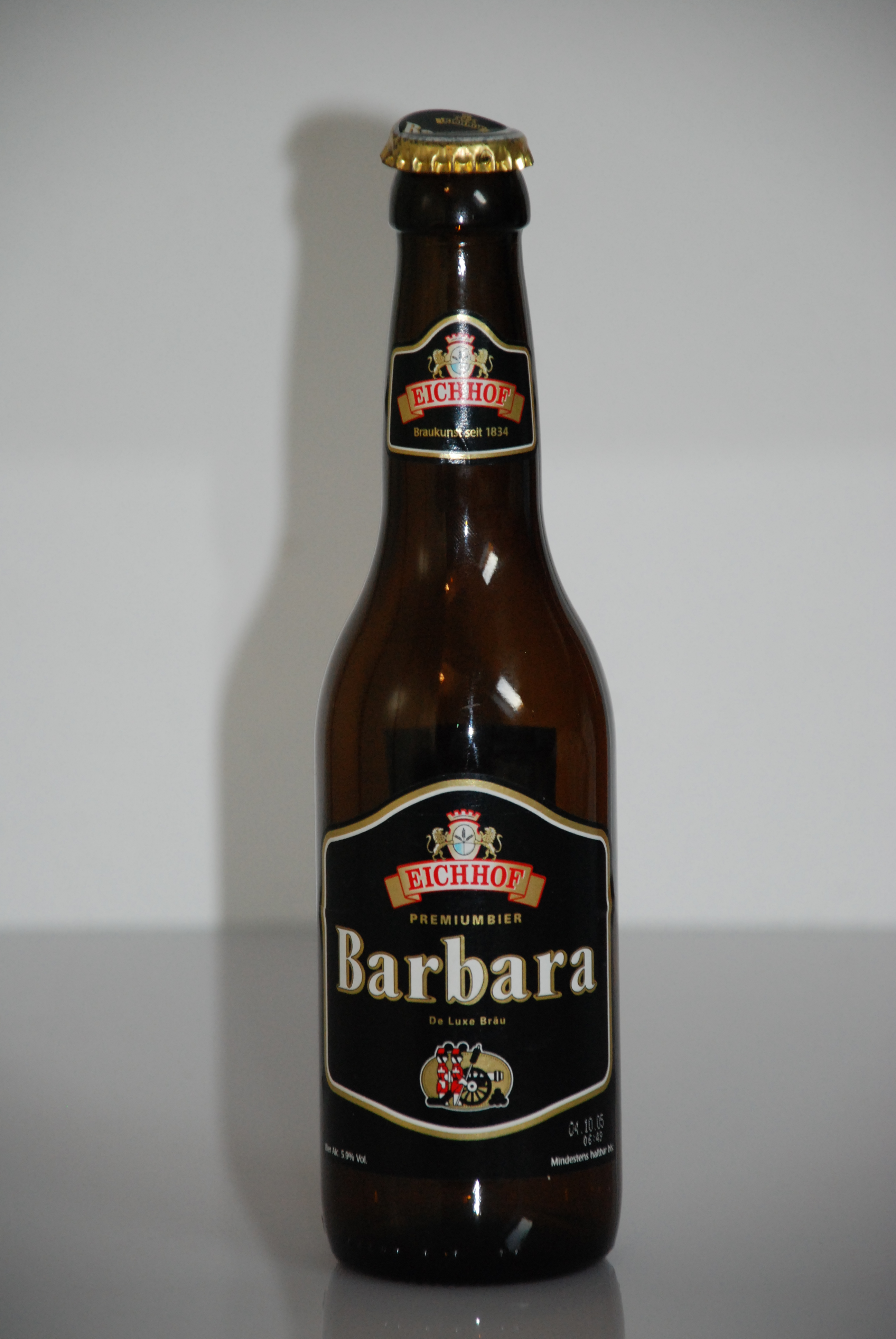
Eichhof Barbara Bierflasche, ähnlich dem Protagonisten des Spiels

The Last Eichhof ist ein Shoot-’em-up-Computerspiel, das 1993 von Alpha Helix für MS-DOS veröffentlicht wurde.

## Spielmechanik
The Last Eichhof ist als Weltraumshooter ausgelegt, benutzt jedoch eine für dieses Genre unübliche Präsentationsform: Der Spieler steuert eine Bierflasche der schweizerischen Brauerei Eichhof. Die Gegner bestehen zum Großteil aus anderen Biermarken und alkoholischen Getränken.

Eichhof ist vom Spielprinzip vergleichbar mit Xenon 2. So wurde zum Beispiel das Extrawaffen-System von dort weitgehend übernommen. Es zollt dem Spiel auch Tribut, indem die teuerste Extrawaffe „Xenon 2 Cannon“ genannt wird. Diese ist zudem auch die einzige Waffe im Spiel, die kein Getränk darstellt.

## Hintergrundgeschichte
Die Hintergrundgeschichte beschreibt den Niedergang der selbstständigen Schweizer Brauereien, die von Unternehmen wie beispielsweise Feldschlösschen übernommen wurden. Die Aufgabe des Spielers sei es nun gegen diese anzukämpfen, und die Brauerei Eichhof vor dem „imperium of big beers‘“ zu schützen. So behandelt das erste Level Feldschlösschen, das zweite bayrische Brauereien wie Löwenbräu und Paulaner, das dritte bezieht sich auf sonstige alkoholische Getränke und im vierten Level wird schließlich ein Kater thematisiert.

## Entwicklungsgeschichte
Das von Dany Schoch, im Spiel mit dem Pseudonym Tritone betitelt, programmierte Shoot ’em up wurde 1993 von Alpha Helix als Freeware für MS-DOS veröffentlicht. Laut Spielintro ist zudem eine Person mit dem Nickname Tweety für die Grafik und Zynax für Musik und zusätzliches Programmieren verantwortlich. Die Soundeffekte des Spiels wurden zum Großteil aus Film- und Musikstücken als Samples entnommen. Viele Soundeffekte und Zitate im Spiel kommen aus der 1. Staffel der Fernsehserie Parker Lewis – Der Coole von der Schule (wie z. B. „Die Fratze werd' ich zerquetschen“ – Kubiac. Oder „Sie sind der Gewinner von 2 Millionen Dollar, ja!“ – Moderator als Kubiac den Preis des Rindermagazins gewinnt).
Seit 2003 ist der Quelltext als „Do what ever you want with this code“ frei zugänglich. Damit ist der Quelltext in die Public Domain entlassen, jedoch nicht Grafik und Audio.
2015 wurden kostenlose Portierungen für Windows 8 und Windows Phones erstellt.

## Rezeption und Einfluss
Die Website Home of the Underdogs bewertet das Spiel als „TopDog“ und beschreibt es als einen der „seltenen Freeware-Edelsteine“ und generell als einen der „unterhaltsamsten und originellsten Shooter“.
2002 reviewte die tschechische Tageszeitung IDnes.cz das Spiel umfänglich.
2004 beschrieb die Schweizer Computerzeitschrift PCtipp „The last Eichhof“ in einem Review als „klein, aber der Humor macht es einzigartig“.
Das Printmagazin GEE: Games, Entertainment, Education 2005 hatte einen Artikel über das Spiel.
2012 beschrieb ein Eurogamer-Artikel The Last Eichhof als „großartig“.
Die italienische Edition von The Game Machine referenzierte „The Last Eichhof“ in einem Artikel im Februar 2012.
2018 beschrieb ein Schweizer-Revue-Artikel in einem „The last Eichhof“ betitelten Abschnitt die Schweizerbiermarktkonzentration der 1990er und die Rolle des Spieles darin.